# Vitry-le-François
Vitry-le-François è un comune francese di 12 133 abitanti situato nel dipartimento della Marna nella regione Grand Est, sede di sottoprefettura. 
Nel 1961 vi ebbe luogo il più grave attentato terroristico della storia francese prima di quelli islamisti del XXI secolo, quando l'Organisation armée secrète, che si opponeva all'idea di concedere l'indipendenza all'Algeria, fece esplodere un ordigno al passaggio del treno espresso n. 12, causando 28 morti.

## Società

### Evoluzione demografica
Abitanti censiti

## Amministrazione

### Gemellaggi
- Tauberbischofsheim